# Martin Thomas (Politiker)
Martin Thomas (* 1. Mai 1950 in Berlin) ist ein deutscher Politiker. Er war von 1986 bis 1999 Mitglied der Bremischen Bürgerschaft für die Partei Die Grünen und von 1991 bis 1993 deren  Fraktionssprecher.

## Biografie

### Ausbildung und Beruf
Nach dem Besuch eines Gymnasiums bis zur Mittleren Reife absolvierte Thomas von 1968 bis 1971 eine Lehre zum Industriekaufmann, die er mit bestandener Prüfung abschloss. Danach war er bis 1980 als Industriekaufmann und Maschineneinrichter tätig. In einer Umschulungsmaßnahme wurde er von 1980 bis 1982 zum Maschinenschlosser ausgebildet. Seit 1983 war Thomas Assistent der Grünen-Fraktion in der Bremischen Bürgerschaft. Während seiner späteren Abgeordnetentätigkeit war er beurlaubt.
Nach seinem Ausscheiden aus der Bürgerschaft war Thomas im bremischen Parteibüro der Grünen beschäftigt.

### Politik
Bereits während seiner Ausbildung zum Industriekaufmann leistete Thomas gewerkschaftliche Jugendarbeit und war Vertrauensmann. Später trat er der maoistischen KPD bei, für die er bei der Bundestagswahl 1976 im damaligen Wahlkreis 051 Bremen-West und auf Platz 1 der Landesliste Bremen der KPD kandidierte. Mitglied der Grünen wurde er 1983.
In die Bremische Bürgerschaft gelangte Thomas durch Rotation während der 11. Wahlperiode am 1. August 1986. Danach gehörte er der Bremischen Bürgerschaft von der 12. bis zur 14. Wahlperiode an (1987 bis 1999). Von 1987 bis 1988 war er Vorsitzender der Bürgerschaftsfraktion und von 1991 bis 1993 Fraktionssprecher der Grünen. Im Parlament beschäftigte sich Thomas mit innenpolitischen Themen. Unter anderem war er ab 1987 Mitglied der Parlamentarischen Kontroll-Kommission, die den Verfassungsschutz kontrollieren sollte, und befasste sich in der Folgezeit auch mit der Thematik von Geheimdiensten.